# Escut de la Palma d'Ebre

Escut oficial de la Palma d'Ebre

L'escut oficial de la Palma d'Ebre té el següent blasonament:
Escut caironat: d'atzur, una palma d'or posada en pal. Per timbre una corona mural de poble.

## Història
Va ser aprovat el 19 de maig de 1987.
La palma és el senyal parlant al·lusiu al nom del poble.